# Big in America
Big in America ist eine von RTL II und VIVA ausgestrahlte Reality-Show, die es sich zur Aufgabe machte, im Frühjahr des Jahres 2005 zu zeigen, wie Lou Pearlman seine neue internationale Boygroup entdeckt.

## Big in America – Die Chance Deines Lebens (Erste Staffel)
Der in Orlando, Florida ansässige Platten- und Medienmogul Lou Pearlman eröffnete die Vorrunde in Deutschland, bei der sich mehr als 5000 männliche Jugendliche bewarben – jedoch nicht vergleichbar mit Popstars und Deutschland sucht den Superstar, da die Castings unter Ausschluss der Öffentlichkeit stattfanden. Nur vier der 5000 Castingteilnehmer wurden zum Vorsingen bei Lou Pearlman ausgewählt, nachdem er bereits in den USA andere Jungs für die Band aussuchte. Die vier Jungs Richie, Jay, Izzy und Drew waren bereits feste Mitglieder der Band. Doch Pearlman wollte aufgrund des großen Erfolges der Backstreet Boys und *NSync in Deutschland ein fünftes Mitglied aus Deutschland in seine Band aufnehmen. Um den letzten Platz in der Band kämpften Chris, Roger, Peter und Michael. Über mehrere Wochen mussten die Jungen am Tanz- und Gesangstraining teilnehmen. Einer der vier amerikanischen Jungs Drew stieg vorzeitig aus der Band aus, da er mehr Zeit für seine Familie haben wollte. Er wurde (vorübergehend) durch einen weiteren Amerikaner namens Kyle ersetzt. Peter wurde von den Produzenten nach einiger Zeit zurück nach Deutschland geschickt. Obschon er ein großes gesangliches Potential mitbrachte, hatte er sich angeblich am wenigsten weiterentwickelt. Da diese Behauptung aus der Luft gegriffen war und somit nicht mit Bildmaterial belegt werden konnte, mussten und müssen sich die Produzenten vorhalten lassen, nur einen offiziellen Grund für den Rauswurf des rebellischen, nicht boybandkompatibelen Sängers gesucht zu haben. Roger Moore räumte freiwillig das Feld, sodass am Ende die Entscheidung zum fünften Bandmitglied nur noch zwischen Michael und Chris zu fällen war. Allerdings entschlossen sich die Produzenten, den erst wenige Wochen zuvor hinzugekommenen Amerikaner Kyle wieder aus der Band zu entfernen und konnten so sowohl Michael als auch Chris in die Band aufnehmen. Weiterhin wurde der erste gemeinsame Auftritt von US5 gezeigt, der einige Probleme mit sich brachte, da Michael verschwunden war und in der Fernsehsendung von Drew vertreten werden musste. Zudem wurden die Erlebnisse der Band nach der Veröffentlichung ihrer ersten Single Maria gezeigt. Ebenso wie die zweite Staffel, wurde die Show nach einem offenen Drehbuch gefilmt. Die Handlungsstränge und die weitere Entwicklung, sowie das Ergebnis wurden in ihren Grundzügen vorgegeben, ließen aber Spielraum für Variationen.

### Ausstrahlung
Die erste Staffel umfasst sieben Folgen. Die Folgen wurden anfangs zur Primetime auf RTL II ausgestrahlt. Aufgrund von geringem Zuschauerinteresse wurde die Ausstrahlung in das Nachmittagsprogramm geschoben.
Der Musiksender VIVA strahlte ab Mai 2006 die 13-teilige Dokusoap Big in Europe aus. Die Fortsetzung begleitete US5 auf Tour durch verschiedene Länder Europas.

## Big in America II (Zweite Staffel)
Die zweite Staffel der Serie begleitete US5 auf ihrer ersten Welttournee durch England und Russland. Auch diese Staffel enthielt einige – womöglich inszenierte – „Aufreger“. So wurden Chris und Richie in Russland vorübergehend festgenommen (obwohl sie beim Aussteigen der Anderen aus einer Limousine kurz von hinten zu sehen sind!), da sie aus unerklärlichen Gründen keinen benötigten Stempel in ihren Pässen gehabt haben sollen. Izzy geriet mit einem gewalttätigen Russen aneinander, nachdem er sich mit dessen „Freundin“ unterhalten hatte. Zudem wurde auch die Situation in England zugespitzt dargestellt, da die Unbekanntheit der Band durch falschgeschriebene Empfangsschilder 4 US stark betont wurde.
Die Fortsetzung wurde auf VIVA ausgestrahlt. Diese Show hat grundsätzlich eher den Charakter einer handlungsbasierten Serie zu der auch Drehtermine angesetzt werden. In der Serie selbst werden des Öfteren unbelegte Behauptungen über den Erfolg der Band aufgestellt, die nicht mit den eigentlichen Verkaufscharts übereinstimmen. Die Serie wirkt durch ihren Stil der Kameraführung zwar dokumentarisch, jedoch wird sie bei den meisten Fernsehzeitschriften und auch beim ausstrahlenden Sender VIVA als Show geführt.
Die Staffel umfasst 13 Episoden.

## Besetzung

### Erste Staffel
| (Ehemalige) feste Mitglieder | Deutsche Castingteilnehmer | Produzenten   |
| ---------------------------- | -------------------------- | ------------- |
| Richie Stringini             | Michael Johnson            | Mark Dollar   |
| Jay Khan                     | Chris Watrin               | Mike Michaels |
| Izzy Gallegos                | Roger Moore                | Lou Pearlman  |
| (Drew)                       | Peter Göckert              | Sammy Naja    |
| (Kyle)                       | —                          | —             |

### Zweite Staffel
| US 5             | Produzenten   |
| ---------------- | ------------- |
| Richie Stringini | Mark Dollar   |
| Jay Khan         | Mike Michaels |
| Izzy Gallegos    | Lou Pearlman  |
| Michael Johnson  | Sammy Naja    |
| Chris Watrin     | —             |

## Sonstiges
- Die Reality-Show ist  auf DVD erhältlich[7] und wurde auch in England ausgestrahlt.[8]